# Szentgyörgy (Verőce)
Szentgyörgy (horvátul: Sveti Đurađ) falu Horvátországban Verőce-Drávamente megyében. Közigazgatásilag Verőcéhez tartozik.

## Fekvése
Verőce központjától 3 km-re délnyugatra, Nyugat-Szlavóniában, a Drávamenti-síkság szélén, a Bilo-hegység lábánál, Podgorje és Milanovac között fekszik.

## Története
1757-ben a verőcei szőlőhegyek nyugati részén fából egy Szent György tiszteletére szentelt kápolnát építettek, ahova a verőceiek minden évben a Szent György ünnepe utáni vasárnapon körmenetben zarándokoltak. Környékén sokáig csak borospincék, gazdasági épületek voltak, állandó lakossága csak a 19. század vége felé kezdett kialakulni. Szentgyörgy településként való első említése 1880-ból származik. A településnek 1890-ben 97, 1910-ben 503 lakosa volt. 1910-ben a népszámlálás adatai szerint lakosságának 59%-a horvát, 35%-a magyar, 6%-a német anyanyelvű volt. Az I. világháború után 1918-ban az új szerb-horvát-szlovén állam, majd később (1929-ben) Jugoszlávia része lett. A II. világháború után a település a szocialista Jugoszláviához tartozott. A kápolnát időközben falazott formában újjáépítették, de a háborúban súlyosan megsérült. Ezért 1962-ben helyre kellett állítani. 1963-ban felépült az iskola épülete, majd a következő évben elkészült az elektromos hálózat. 1974-ben aszfaltozták az utakat. 1984-ben megépült a vízvezeték, 1987-ben a faluház, majd a telefon és a gázvezeték. 1991-ben csaknem teljes lakossága (92%) horvát nemzetiségű volt. 2003-ban megalapították a labdarúgóklubot. 2011-ben falunak 564 lakosa volt.

## Lakossága
| Lakosság változása | Lakosság változása | Lakosság változása | Lakosság változása | Lakosság változása | Lakosság változása | Lakosság változása | Lakosság változása | Lakosság változása | Lakosság változása | Lakosság változása | Lakosság változása | Lakosság változása | Lakosság változása | Lakosság változása | Lakosság változása |
| ------------------ | ------------------ | ------------------ | ------------------ | ------------------ | ------------------ | ------------------ | ------------------ | ------------------ | ------------------ | ------------------ | ------------------ | ------------------ | ------------------ | ------------------ | ------------------ |
| 1857               | 1869               | 1880               | 1890               | 1900               | 1910               | 1921               | 1931               | 1948               | 1953               | 1961               | 1971               | 1981               | 1991               | 2001               | 2011               |
| 0                  | 0                  | 0                  | 97                 | 344                | 503                | 0                  | 782                | 657                | 731                | 715                | 645                | 629                | 638                | 610                | 564                |

(1921-ben lakosságát Verőcéhez számították. 1991-től önálló településként.)

## Nevezetességei
- Szent György tiszteletére szentelt római katolikus kápolnája a Bilo-hegység északi lejtőjén egy kiemelkedő helyen épült. Elődje egy fakápolna volt, melyet 1757-ben építettek. Helyére a 19. században építették a mai, falazott kápolnát. Az épület a II. világháborúban súlyosan megrongálódott. 1962-ben újjáépítették.
- A falu valószínűleg leglátogatottabb épülete a Vist-malom volt, ahova a helyieken kívül a szomszédos települések lakói is jártak búzát őröltetni. A malom eredetileg vízimalom volt, mely az Ođenica-patakon működött. Ezen a patakon régen hét vízimalom is volt, de közülük már csak a Vist-malom áll. A malom egészen 1976-ig üzemelt, felújítása tervben van.

## Kultúra
A falu kulturális életének szervezője a helyi nyugdíjasklub 2004-ben alakult.

## Sport
Az NK Sveti Đurađ labdarúgóklubot 2004-ben alapították. A megyei 2. osztályban szerepel.